# Maoripria annettae
Maoripria annettae är en stekelart som beskrevs av Naumann 1988. Maoripria annettae ingår i släktet Maoripria och familjen hyllhornsteklar. Inga underarter finns listade i Catalogue of Life.